# Cuento de verano (Suk)
Cuento de verano (checo: Pohádka léta), op. 29, JSkat 57, es un poema sinfónico compuesto por Josef Suk entre 1907 y 1909.
La obra fue estrenada el 26 de enero de 1909 por la Orquesta Filarmónica Checa bajo la batuta de Karel Kovařovic, a quien estaba dedicada y director de la ópera del Teatro Nacional de Praga. El concierto tuvo lugar en el Rudolfinum de la capital y en la orquesta se encontraban los colegas de Suk en el cuarteto České Quartet, Karel Hoffmann y Jiří Herold. 

## Estructura
La obra se divide en cinco movimientos con una duración aproximada de cincuenta minutos:
1. Voz de la vida y la consolación
2. Mediodía
3. Los músicos ciegos
4. En poder de los fantasmas
5. Noche